# Antonio Francés Pérez
Antonio Francés Pérez (Alcoy, 22 de enero de 1976) es un político, diplomado en Ciencias Empresariales y licenciado en Administración y Dirección de Empresas. Milita en el PSPV-PSOE desde 1995 y fue secretario general de la agrupación local durante  diez años (2008-2018). Fue elegido concejal del ayuntamiento de Alcoy en 2007, alcalde por el PSPV-PSOE el 11 de junio de 2011, siendo reelegido Alcalde de Alcoy en las elecciones de 2015, 2019 y 2023.  Diputado Provincial en la Diputación de Alicante 2015-2023, y Portavoz del Grupo Socialista de la Diputación julio de 2019-2023. Presidente del Consorcio de las Comarcas Centrales desde abril de 2016 hasta marzo de 2020.

## Trayectoria Política
De familia vinculada a la política y en concreto al PSPV-PSOE, Antonio Francés Pérez se integra como militante del Partido Socialista en el año 1995. Desde entonces fue miembro de diferentes ejecutivas locales hasta que en las elecciones municipales del año 2007 accedió en la candidatura socialista a la lista electoral municipal con el número 6. Esa posición le valdría para formar parte del Grupo Municipal Socialista como concejal en el Ayuntamiento de Alcoy.  
En el 2008, fue elegido secretario general local del PSPV-PSOE, entonces principal partido de la oposición. Ese mismo año, desempeñando ya su cargo de Secretario General y asume la portavocía del grupo municipal.   
En octubre de 2010, es nombrado candidato a la alcaldía de Alcoy  en el proceso de primarias de la Agrupación Local Socialista. Tras los resultados en las elecciones municipales de 2011, se convierte en alcalde  gracias a los votos en la investidura de BLOC-Compromís, de Esquerra Unida y del propio PSPV-PSOE.  
El 16 de noviembre de 2012, el BLOC-Compromís anunció su retirada del gobierno municipal, integrado desde entonces por el PSPV-PSOE y EU, con Antonio Francés como Alcalde.
En las elecciones locales de mayo de 2015, Antonio Francés repite como candidato en representación del PSPV-PSOE de Alcoy, el cual resulta el partido más votado obteniendo 9 concejales en el Ayuntamiento de Alcoy, proclamando, a Antonio Francés, Alcalde de Alcoy y encabezando así un gobierno en minoría en una corporación con 5 grupos municipales: PSPV-PSOE (9 concejales), Guanyar Alcoi (5 concejales), Ciudadanos (4 concejales), Partido Popular (4 concejales) y Compromís (3 concejales).
En el mes de julio de ese mismo año, 2015, Antonio Francés es elegido como nuevo Diputado Provincial en la Diputación de Alicante representando a la comarca de La Montaña. 
En abril de 2016, Francés fue elegido Presidente del Consorcio de las Comarcas Centrales Valencianas, el cual supuso la reactivación de un organismo creado en 1999 y que dejó de estar operativo en 2004. Francés ostentó dicho cargo hasta marzo de 2020.
En mayo de 2019, Francés gana las elecciones municipales, donde el PSPV-PSOE rozó la mayoría absoluta, consiguiendo tres ediles más que en 2015 y 12.603 votos, triplicando en número de votos a la segunda fuerza política más votada. En junio de 2019, Antonio fue proclamado Alcalde de Alcoy, iniciando así una nueva legislatura con un contexto político local fraccionado, quedando la corporación municipal de la siguiente manera: PSPV-PSOE 12 concejales, PP 4 concejales, con 2 ediles los grupos municipales de Compromís, Ciudadanos, Podemos y Guanyar y, la formación de Vox con 1 edil.
En julio de 2019, Toni Francés se convirtió en el portavoz socialista en la Diputación de Alicante.
En las elecciones de 2023 vuelve a ganar las elecciones con 9 concejales y 8833 votos. Es reelegido Alcalde de Alcoy y se edita el 'Pacte del Parterre' junto a Compromís con el que se forma un gobierno de coalición para toda la legislatura. La corporación municipal quedó de la siguiente manera: PSPV-PSOE 9 concejales, PP 8 concejales, Vox 3 concejales, Compromís 3 ediles y Guanyar Alcoi 2 ediles. 
| Predecesor: Jorge Sedano Delgado | Alcalde de Alcoy 2011 – Actualidad | Sucesor: En el cargo |